# Лебедев, Евгений Иванович (хоккеист)
Евгений Иванович Лебедев (бел. Яўген Іванавіч Лебедзеў; род. 18 сентября 1959, Сталинск, Кемеровская область) — советский хоккеист, нападающий. Российский, белорусский тренер.

## Биография
Выступал за команды низших лиг «Металлург» Новокузнецк (1978/79, 1982/83 — 1987/88), СКА Хабаровск (1979/80 — 1980/81), «Шахтёр» Прокопьевск (1981/82), «Белсталь» Жлобин (1989/90, КФК).
Главный тренер «Белстали» (1990/91, 1995/96), «Десны» Брянск (1992/93). Тренер «Немана» Гродно (1992/93 — 1993/94). Главный тренер белорусских клубов «Тивали» (1997/98 — 1998/99), «Гомель» (2001/02), «Керамин» (2002/03 — 2003/04), «Брест» (2004/05 — 2005/06). Тренер в сборной Белоруссии (2004—2005). С сезона 2006/07 — главный тренер «Металлурга» Жлобин. 21 апреля 2009 появилась информация, что Лебедев был уволен из клуба после того, как возглавляемая им сборная любителей обыграла команду президента страны Александра Лукашенко, но на следующий день «Металлург» это опроверг. Лебедев возглавлял клуб до января 2010 года.
В сезоне 2010/11 был главным тренером сборной Китая, а также генеральным менеджером и главным тренером клуба «Чайна Дрэгон». В сезоне 2013/14 — главный трнеер польского клуба «Уния».